# Gilbert White
Gilbert White (Selborne, 18 luglio 1720 – Selborne, 26 giugno 1793) è stato un naturalista e ornitologo britannico.
Fra il 1768 e il 1793 collaborò con il naturalista William Markwick, osservando e catalogando più di 400 specie nell'Hampshire e nel Sussex. I risultati di questo lavoro furono raccolti nella celebre The Natural History and Antiquities of Selborne e sono uno dei primi esempi storici di fenologia.
È stato anche uno dei primi ecologisti, contribuendo a formare la moderna sensibilità per la natura.